# Parafia św. Michała Archanioła w Gliwicach

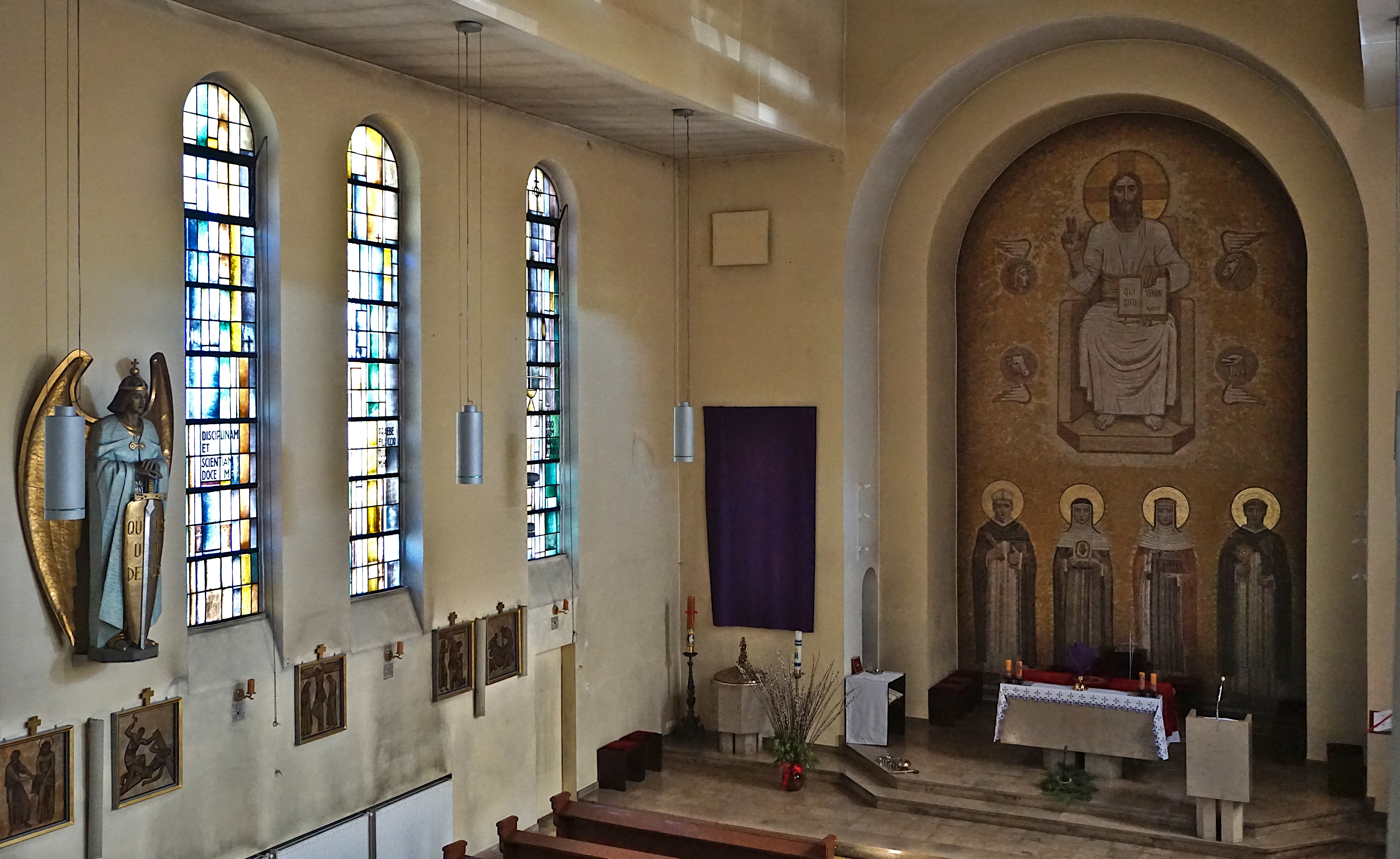
Wnętrze kościoła

Parafia św. Michała Archanioła w Gliwicach – rzymskokatolicka parafia metropolii katowickiej. Parafia należy do dekanatu Gliwice w diecezji gliwickiej.

## Historia parafii
Została erygowana 3 czerwca 1936 poprzez wydzielenie z parafii Świętych Apostołów Piotra i Pawła w Gliwicach. Początkowo parafia funkcjonowała bez własnego kościoła a nabożeństwa odbywały się w tymczasowej kaplicy w budynku na lotnisku. Od października 1939 roku w kaplicy św. Małgorzaty, a po jej spaleniu 26 stycznia 1945 w kaplicy Konwiktu Biskupiego Albertinum. Od sierpnia 1963 kaplica ta stanowi kościół parafialny, a w budynku konwiktu, w którym przez wiele lat funkcjonowało Studium Wojskowe gliwickiej Politechniki, mieści się od 1992 r. gliwicka kuria biskupia. W 1988 z parafii wydzielono parafię Matki Boskiej Częstochowskiej. 
12 listopada 2017 roku biskup Jan Kopiec poświęcił kościół parafii św. Michała Archanioła. Zachowano oryginalne wezwanie, które budynek kurii otrzymał 85 lat temu – św. Alberta Wielkiego.  
Nazwa „kościół św. Michała” była potoczna i pochodziła od wezwania parafii. Na początku mszy proboszcz wyjaśnił, że decyzja o poświęceniu kościoła zapadła po stworzeniu nowego wystroju i ołtarza oraz spełnieniu określonych wymagań. W homilii biskup zauważył, że dla wielu mogło być zaskoczeniem, dlaczego kościół, który służy od 85 lat został dopiero poświęcony. Podczas uroczystości namaścił też 12 krzyży  umieszczonych w bocznych ścianach oraz ołtarz z relikwiami świętych Loetusa i Felicissimy.
20 lutego 2023 do rejestru zabytków nieruchomych województwa śląskiego pod numerem A/1132/23 wpisano budynek kościoła pw. św. Alberta Wielkiego w Gliwicach, wraz z figurą Matki Boskiej z Dzieciątkiem, ulokowaną nad wejściem głównym do budynku kościoła (na elewacji pd.-zach.) oraz budynek plebanii przy ul. Bolesława Krzywoustego 1.

## Proboszczowie
- ks. Józef Maciaszek (1951–1988)[5]
- ks. Henryk Gerlic (1988–2022)
- ks. Adam Kozak (od 2022)[6]